# Sidney Carter
Sidney Robert Carter (* 18. Februar 1880 in Toronto, Kanada; † 27. März 1956 in Montreal) war ein kanadischer Fotograf, Kunst- und Antiquitätenhändler.

## Leben
Sidney Carter war ein früher Verfechter des Piktorialismus und stellte bereits 1901–02 in London, den USA und Kanada aus. Im Jahr 1904 wird er Mitglied der Photo-Secession von Alfred Stieglitz in New York und drei Jahre später organisiert er eine Ausstellung in Montreal zur Förderung des Piktorialismus. Zwischen 1917 und 1928 nimmt Sidney Carter vor allem Porträtaufträge an, doch verliert sein Stil allmählich die eindringliche Qualität, die sein Porträt von Rudyard Kipling (1907) auszeichnet, und er bevorzugt grafische Effekte und strengere Konturen. Seine Fotografien aus den 1930er Jahren sind konservativ, und er scheint das Interesse an dem Medium verloren zu haben, das ihn berühmt gemacht hatte.